# Оньило, Ифеани
Ифеаньи Виктор Оньило (англ. Ifeanyi Victor Onyilo; род. 31 октября 1990, Энугу, Нигерия) — нигерийский футболист, нападающий португальского клуба «Кова да Пиедади». По неизвестным причинам, многие сайты ошибочно указывают его фамилию, как Оньилов, вместо Оньило.

## Карьера
Ифеаньи родился в Энугу, и начал свою карьеру в Нигерии, играя с «Чуксоном». Летом 2008 года он переехал в Сербию и подписал контракт с «Явор» из города Иваница. Первый сезон он провёл, играя на правах аренды в команде Сербской лиги Запад «Слога» (Пожега). Будучи иностранцем с регулярными выступлениями в сербской Суперлиге в течение нескольких сезонов, Оньило привлёк внимание клуба «Црвена Звезда», и после пяти сезонов в клубе середины таблицы, отправился в сербский гранд.